# Morti il 16 gennaio
| Questa pagina contiene informazioni ricavate automaticamente dalle voci biografiche con l'ausilio del template Bio e di un bot. L'aggiornamento è periodico e automatico e ricostruisce completamente la pagina. Se manca una persona in questa lista, sei pregato di non aggiungerla, ma accertati piuttosto che la sua voce biografica contenga il template Bio e che i dati anagrafici siano correttamente compilati. Se il template Bio manca, inseriscilo tu stesso o, in alternativa, metti l'avviso {{tmp\|Bio}} che ne segnala la mancanza. Se i dati riportati sono sbagliati, correggi direttamente la voce biografica; le modifiche saranno visibili in questa lista entro pochi giorni. Per chiarimenti vedi il progetto biografie. La lista contiene solo le 546 persone che sono citate nell'enciclopedia e per le quali è stato implementato correttamente il template Bio. Pagina aggiornata al 17 ago 2025. |

## IV secolo(1)
- 309 - Papa Marcello I, papa, vescovo e santo (n. 255)

## V secolo(2)
- 429 - Giacomo di Tarantasia, vescovo, missionario e santo siro
- 430 - Onorato di Arles, vescovo e monaco cristiano gallo

## VII secolo(3)
- 623 - Andronico di Alessandria, vescovo cristiano orientale e santo bizantino
- 632 - Tiziano di Oderzo, vescovo e santo italiano
- 662 - Beniamino I di Alessandria, arcivescovo cristiano orientale egiziano

## X secolo(3)
- 918 - Miyoshi Kiyotsura, filosofo giapponese (n. 847)
- 970 - Polieucte di Costantinopoli, vescovo bizantino
- 991 - Taira no Kanemori, poeta giapponese

## XI secolo(2)
- 1026 - Anselmo I, vescovo francese
- 1045 - Ariberto da Intimiano, arcivescovo italiano

## XII secolo(2)
- 1142 - Eilika di Sassonia, nobile tedesca
- 1160 - Ermanno III di Baden, nobile tedesco

## XIII secolo(3)
- 1243 - Ermanno V di Baden, nobile tedesco
- 1263 - Shinran, monaco buddista giapponese (n. 1173)
- 1299 - Lajin, sultano egiziano

## XIV secolo(5)
- 1327 - Niceforo Cumno, filosofo, politico e teologo bizantino
- 1343 - Roberto d'Angiò, re (n. 1278)
- 1373 - Humphrey di Bohun, VII conte di Hereford, conte (n. 1342)
- 1391 - Muhammad V di Granada, sovrano (n. 1338)
- 1400 - John Holland, I duca di Exeter, conte britannico (n. 1352)

## XV secolo(5)
- 1443 - Gattamelata, condottiero italiano (n. 1370)
- 1464 - Desiderio da Settignano, scultore italiano
- 1466 - Alessandro Gonzaga, nobile (n. 1427)
- 1469 - Giovanni Burgio, arcivescovo cattolico, medico e politico italiano
- 1498 - Francesco Botticini, pittore e artigiano italiano (n. 1446)

## XVI secolo(10)
- 1538 - Antonia del Balzo, nobile italiana (n. 1461)
- 1543 - Lucina Savorgnan, nobile italiana
- 1545 - Georg Burkhardt, umanista e teologo tedesco (n. 1484)
- 1547 - Johannes Schöner, matematico e astrologo tedesco (n. 1477)
- 1552 - Niccolò Gaddi, cardinale e vescovo cattolico italiano (n. 1499)
- 1554 - Christiern Pedersen, teologo danese (n. 1480)
- 1565 - Antonio Cappello, politico italiano (n. 1494)
- 1568 - Magdalena Zeger, astronoma e astrologa tedesca (n. 1491)
- 1592 - Giovanni Casimiro del Palatinato-Lautern, nobile tedesco (n. 1543)
- 1595 - Murad III, sultano ottomano (n. 1546)

## XVII secolo(22)
- 1605 - Eitel Federico IV di Hohenzollern, conte (n. 1545)
- 1611 - Niiro Tadamoto, militare giapponese (n. 1526)
- 1611 - Flaminio Rota, anatomista e chirurgo italiano
- 1617 - Dorotea di Danimarca, principessa danese (n. 1546)
- 1617 - Wolf Dietrich von Raitenau, arcivescovo cattolico tedesco (n. 1559)
- 1630 - Adam Haslmayr, filosofo austriaco (n. 1562)
- 1635 - Mariana de Jesús Torres, religiosa ecuadoriana (n. 1563)
- 1636 - Giuliano de' Medici, arcivescovo cattolico italiano (n. 1574)
- 1643 - Secondo Lancellotti, scrittore e religioso italiano (n. 1583)
- 1644 - Carlo Tapia, giurista e nobile italiano (n. 1565)
- 1653 - John Digby, I conte di Bristol, diplomatico inglese (n. 1580)
- 1656 - Roberto de Nobili, gesuita e missionario italiano (n. 1577)
- 1658 - Cornelis de Visscher II, incisore, disegnatore e pittore olandese (n. 1628)
- 1660 - Peter Wtewael, pittore olandese (n. 1596)
- 1668 - Charles Alphonse Du Fresnoy, pittore e scrittore francese (n. 1611)
- 1670 - Bellerose, attore teatrale francese (n. 1592)
- 1676 - Girolamo Mattei, I duca di Giove, nobile e politico italiano (n. 1606)
- 1678 - Madeleine de Souvré de Sablé, scrittrice francese (n. 1599)
- 1685 - Jacques Pousset de Montauban, drammaturgo francese (n. 1610)
- 1692 - William O'Brien, II conte di Inchiquin, nobile e ufficiale irlandese (n. 1640)
- 1697 - Fortunato Ilario Carafa della Spina, cardinale e vescovo cattolico italiano (n. 1631)
- 1700 - Antonio Draghi, compositore e librettista italiano (n. 1634)

## XVIII secolo(24)
- 1703 - Erik Dahlberg, militare e ingegnere svedese (n. 1625)
- 1704 - Petracone V Caracciolo, conte italiano
- 1710 - Jean-Mathieu de Chazelles, cartografo e astronomo francese (n. 1657)
- 1710 - Higashiyama, imperatore giapponese (n. 1675)
- 1711 - Giuseppe Vaz, presbitero indiano (n. 1651)
- 1720 - Vincenzo Leonio, poeta italiano (n. 1650)
- 1728 - Fra Santo di San Domenico, religioso italiano (n. 1655)
- 1742 - Edelberto dalla Nave, architetto italiano (n. 1681)
- 1744 - Ramon de Marimon, vescovo cattolico spagnolo (n. 1679)
- 1747 - Francesco Maria Balbi, doge (n. 1671)
- 1747 - Barthold Heinrich Brockes, poeta tedesco (n. 1680)
- 1747 - Carlo Maria Marini, cardinale italiano (n. 1667)
- 1754 - Vittorio Amedeo Seyssel marchese di Aix, generale italiano (n. 1679)
- 1758 - Giovanni Ferrini, cembalaro italiano (n. 1698)
- 1761 - Giovanni Andrea Tria, filosofo, teologo e arcivescovo cattolico italiano (n. 1676)
- 1765 - Luigi di Hohenlohe-Langenburg, nobile tedesco (n. 1696)
- 1767 - Jaime de Guzmán-Dávalos y Spínola, generale e politico spagnolo (n. 1690)
- 1773 - Gerhard Cornelius von Walrave, militare e architetto tedesco
- 1774 - Gaetano Maria Travasa, religioso e storico italiano (n. 1698)
- 1782 - Marcantonio Lombardi, vescovo cattolico italiano (n. 1710)
- 1793 - Francesco di Borbone-Busset, generale francese (n. 1722)
- 1794 - William Dutton, orologiaio britannico (n. 1720)
- 1794 - Edward Gibbon, storico, scrittore e politico inglese (n. 1737)
- 1795 - Camillo Morigia, architetto e nobile italiano (n. 1743)

## XIX secolo(64)
- 1802 - Giacomo Melzi, collezionista d'arte italiano (n. 1721)
- 1806 - Nicolas Leblanc, chimico e medico francese (n. 1742)
- 1809 - John Moore, generale britannico (n. 1761)
- 1810 - Ekaterina Romanovna Voroncova, scrittrice russa (n. 1743)
- 1813 - Jacob Anton Zallinger, filosofo, giurista e religioso austriaco (n. 1735)
- 1815 - Emma Hamilton, avventuriera inglese (n. 1765)
- 1815 - Henry Thornton, politico e economista inglese (n. 1760)
- 1816 - Francesco Melzi d'Eril, nobile e politico italiano (n. 1753)
- 1818 - Carlo Alfonso Pellizzoni, poeta e religioso italiano (n. 1734)
- 1823 - Pierre Marie de Grave, politico, generale e nobile francese (n. 1755)
- 1828 - Claire de Duras, scrittrice francese (n. 1777)
- 1828 - Johann Samuel Ersch, bibliografo e bibliotecario tedesco (n. 1766)
- 1833 - Nannette Streicher, compositrice e scrittrice tedesca (n. 1769)
- 1836 - Heinrich Christoph Kolbe, pittore tedesco (n. 1771)
- 1836 - Joseph Lagrange, militare e politico francese (n. 1763)
- 1839 - Charles Lloyd, poeta inglese (n. 1775)
- 1842 - Thomas Fearnley, pittore norvegese (n. 1802)
- 1843 - Felice Amati, politico italiano (n. 1762)
- 1844 - Giuseppe Alliata di Villafranca, politico e imprenditore italiano (n. 1784)
- 1846 - José María Calatrava, politico e giurista spagnolo (n. 1781)
- 1851 - Karl von Müffling, generale prussiano (n. 1775)
- 1852 - Marco Arese Lucini, VI conte di Barlassina, nobile e politico italiano (n. 1770)
- 1853 - Ranieri Giuseppe d'Asburgo-Lorena, nobile austriaco (n. 1783)
- 1853 - Matteo Carcassi, chitarrista e compositore italiano (n. 1796)
- 1854 - Charles Gaudichaud-Beaupré, botanico francese (n. 1789)
- 1856 - Elizabeth FitzClarence, nobildonna inglese (n. 1801)
- 1856 - Thaddeus William Harris, entomologo statunitense (n. 1795)
- 1861 - Giuseppe Archinto, VI marchese di Parona, nobile e politico italiano (n. 1783)
- 1861 - Marie-Thérèse Figueur, militare francese (n. 1774)
- 1864 - Cheoljong di Joseon, sovrano coreano (n. 1831)
- 1864 - Jacques Etienne Gay, botanico francese (n. 1786)
- 1864 - George Murray, VI duca di Atholl, nobile scozzese (n. 1814)
- 1864 - Ferdinand-Alphonse Hamelin, ammiraglio francese (n. 1796)
- 1864 - Anton Felix Schindler, musicista e direttore d'orchestra austriaco (n. 1795)
- 1865 - Carlo Lombardi, militare italiano (n. 1834)
- 1866 - Phineas Quimby, filosofo statunitense (n. 1802)
- 1867 - Brownlow Cecil, II marchese di Exeter, nobile e politico inglese (n. 1795)
- 1868 - Louis-René Niol, generale francese (n. 1802)
- 1869 - John Shae Perring, egittologo e antropologo britannico (n. 1813)
- 1870 - Enrico Gonin, pittore e incisore italiano (n. 1799)
- 1874 - Max Schultze, anatomista, microbiologo e zoologo tedesco (n. 1825)
- 1879 - Lorenzo Salvi, tenore italiano (n. 1810)
- 1880 - Giacinto Carini, politico e patriota italiano (n. 1821)
- 1880 - Cándida Dardalla Rodríguez, attrice teatrale spagnola (n. 1841)
- 1880 - Charles Nègre, pittore e fotografo francese (n. 1820)
- 1881 - Pietro Araldi Erizzo, politico e nobile italiano (n. 1821)
- 1883 - Matilde Díez, attrice teatrale spagnola (n. 1818)
- 1885 - Edmond About, scrittore, giornalista e critico d'arte francese (n. 1828)
- 1886 - Joseph Maas, tenore inglese (n. 1847)
- 1886 - Amilcare Ponchielli, compositore e direttore di banda italiano (n. 1834)
- 1887 - Francesco Bulgarini, storico, politico e mecenate italiano (n. 1801)
- 1887 - William B. Hazen, generale statunitense (n. 1830)
- 1887 - Ferdinando del Re, compositore italiano (n. 1839)
- 1890 - Louis-Antoine Ormières, presbitero francese (n. 1809)
- 1891 - Léo Delibes, compositore francese (n. 1836)
- 1892 - Émilien de Nieuwerkerke, scultore, collezionista d'arte e funzionario francese (n. 1811)
- 1892 - Kraft di Hohenlohe-Ingelfingen, generale, scrittore e principe tedesco (n. 1827)
- 1892 - Robert Watson Willis, calciatore e sportivo inglese (n. 1843)
- 1894 - Domenico Marincola Pistoia, storico, politico e patriota italiano (n. 1818)
- 1897 - Giuseppe Tovini, avvocato, politico e banchiere italiano (n. 1841)
- 1898 - Antoine François Marmontel, pianista e compositore francese (n. 1816)
- 1899 - Carlo Luzi, politico italiano (n. 1818)
- 1899 - Carlo Rodolfo del Liechtenstein, principe, generale e politico austriaco (n. 1827)
- 1900 - Sydney Pierrepont, III conte Manvers, politico, militare e nobile inglese (n. 1826)

## XX secolo(253)
- 1901 - Jules Barbier, poeta, scrittore e librettista francese (n. 1825)
- 1901 - Arnold Böcklin, pittore, disegnatore e scultore svizzero (n. 1827)
- 1901 - Hiram Rhodes Revels, politico, religioso e educatore statunitense (n. 1827)
- 1903 - Ramón Torrijos y Gómez, vescovo cattolico spagnolo (n. 1841)
- 1903 - Julius Vuylsteke, politico e scrittore belga (n. 1836)
- 1908 - Lydia Moss Bradley, filantropa e banchiera statunitense (n. 1816)
- 1909 - Alberto Barracco, politico italiano (n. 1855)
- 1910 - Giuseppe Mascia, politico e medico italiano (n. 1833)
- 1911 - Wilhelm Berger, compositore, pianista e direttore d'orchestra tedesco (n. 1861)
- 1912 - Alfred Fouillée, filosofo e sociologo francese (n. 1838)
- 1912 - Georg Heym, scrittore tedesco (n. 1887)
- 1912 - Pietro Scaratti, patriota e militare italiano (n. 1840)
- 1914 - Itō Sukeyuki, ammiraglio giapponese (n. 1843)
- 1915 - Roberto Andolfato, politico italiano (n. 1841)
- 1915 - Fannie Merritt Farmer, scrittrice statunitense (n. 1857)
- 1915 - Spirito Riberi, politico italiano (n. 1833)
- 1916 - Arnold Aletrino, medico, antropologo e scrittore olandese (n. 1858)
- 1916 - Juana María Condesa Lluch, religiosa spagnola (n. 1862)
- 1916 - Angelo Savoldi, architetto italiano (n. 1845)
- 1917 - Pasquale D'Ercole, filosofo italiano (n. 1831)
- 1917 - George Dewey, ammiraglio statunitense (n. 1837)
- 1917 - Herbert von Petersdorff, nuotatore e pallanuotista tedesco (n. 1881)
- 1917 - Robert Rippon, zoologo, entomologo e illustratore britannico
- 1918 - Ethel Sargant, botanica britannica (n. 1863)
- 1919 - Gaspare Matrona, avvocato e politico italiano (n. 1836)
- 1919 - Francisco de Paula Rodrigues Alves, politico brasiliano (n. 1848)
- 1920 - Michail Koronatovič Bachirev, ammiraglio russo (n. 1868)
- 1920 - Gaetano Chierici, pittore e politico italiano (n. 1838)
- 1921 - Giuseppe Colombo, ingegnere, imprenditore e politico italiano (n. 1836)
- 1921 - Vittorio Torre, scacchista italiano
- 1922 - Henri Brocard, matematico francese (n. 1845)
- 1925 - Gaetano Falconi, imprenditore e politico italiano (n. 1851)
- 1925 - Tommaso Juglaris, pittore italiano (n. 1844)
- 1925 - Aleksej Nikolaevič Kuropatkin, generale russo (n. 1848)
- 1925 - Gaetano Meo, artista e modello italiano (n. 1849)
- 1925 - Jules Antoine Ronjat, filologo e linguista francese (n. 1864)
- 1926 - Thomas Gibson-Carmichael, I barone Carmichael, politico e funzionario britannico (n. 1859)
- 1928 - Albrecht von Alvensleben-Schönborn, storico tedesco (n. 1848)
- 1928 - Bernardo III di Sassonia-Meiningen, nobile (n. 1851)
- 1928 - James Edmund Harting, ornitologo e naturalista inglese (n. 1841)
- 1928 - Costantino Palumbo, pianista e compositore italiano (n. 1843)
- 1928 - Anastasija Alekseevna Verbickaja, scrittrice, sceneggiatrice e drammaturga russa (n. 1861)
- 1929 - Aldo Bettini, ciclista su strada italiano (n. 1886)
- 1929 - Chinda Sutemi, politico e diplomatico giapponese (n. 1857)
- 1929 - Carlo Manenti, giurista italiano (n. 1860)
- 1930 - Angelo Achini, pittore italiano (n. 1850)
- 1931 - Romualdo Giani, filosofo italiano (n. 1868)
- 1932 - Italo Cristalli, tenore italiano (n. 1879)
- 1933 - Willy Burmester, violinista e compositore tedesco (n. 1869)
- 1933 - Artur Ivens Ferraz, generale e politico portoghese (n. 1870)
- 1934 - Henry Walter Barnett, fotografo australiano (n. 1862)
- 1934 - Alessandro Mazzolini, esperantista italiano (n. 1857)
- 1934 - Tokihiko Okada, attore giapponese (n. 1903)
- 1935 - Ma Barker, criminale statunitense (n. 1871)
- 1935 - Alice di Borbone-Parma, nobile (n. 1849)
- 1935 - Richard Wetz, compositore tedesco (n. 1875)
- 1936 - Oskar Barnack, ingegnere tedesco (n. 1879)
- 1936 - Albert Fish, serial killer statunitense (n. 1870)
- 1937 - Louella Carr, attrice statunitense (n. 1899)
- 1937 - Henri Viallemonteil, calciatore francese (n. 1892)
- 1938 - Sarat Chandra Chattopadhyay, scrittore indiano (n. 1876)
- 1939 - Lazzaro Liberatori, militare italiano (n. 1903)
- 1939 - Guido Matthey, militare italiano (n. 1913)
- 1939 - William O'Connor, schermidore statunitense (n. 1864)
- 1939 - Léon Sazie, romanziere, giornalista e drammaturgo francese (n. 1862)
- 1940 - Norman Bingley, velista britannico (n. 1863)
- 1940 - Ugo Franceschi, baritono e compositore italiano (n. 1852)
- 1940 - Émile-Félix Gautier, geografo e etnografo francese (n. 1864)
- 1941 - Mario Ceccaroni, militare italiano (n. 1897)
- 1941 - A. G. Macdonell, scrittore scozzese (n. 1895)
- 1941 - Mario Morosi, militare italiano (n. 1906)
- 1941 - Otto Pettersson, chimico e oceanografo svedese (n. 1848)
- 1942 - Vittorio Celotti, scultore italiano (n. 1866)
- 1942 - Carole Lombard, attrice statunitense (n. 1908)
- 1942 - Arturo, duca di Connaught e Strathearn, nobile (n. 1850)
- 1943 - Laura D'Oriano, agente segreta italiana (n. 1911)
- 1943 - Alberto Goi, militare italiano (n. 1916)
- 1943 - Ulyana Gromova, partigiana sovietica (n. 1924)
- 1943 - Giuseppe Rossi, militare italiano (n. 1921)
- 1943 - Bayard Veiller, drammaturgo, sceneggiatore e produttore cinematografico statunitense (n. 1869)
- 1944 - Josef Franke, architetto tedesco (n. 1876)
- 1944 - Henri Godin, scrittore francese (n. 1906)
- 1944 - Otto Maraini, architetto e politico svizzero (n. 1863)
- 1944 - Yi Yuksa, poeta coreano (n. 1904)
- 1945 - Giuseppe Albano, partigiano italiano (n. 1926)
- 1945 - Gilbert Patten, scrittore statunitense (n. 1866)
- 1946 - Aldo Aymonino, generale italiano (n. 1880)
- 1946 - Serafino Cerulli Irelli, paleontologo italiano (n. 1873)
- 1947 - Fate Marable, pianista statunitense (n. 1890)
- 1947 - Helmuth von Pannwitz, generale tedesco (n. 1898)
- 1948 - Renato Molinari, direttore della fotografia, regista e sceneggiatore italiano
- 1949 - Hugo Lundevall, nuotatore svedese (n. 1892)
- 1950 - Gustav Krupp von Bohlen und Halbach, diplomatico e imprenditore tedesco (n. 1870)
- 1951 - Edith Hannam, tennista britannica (n. 1878)
- 1951 - Pid Purdy, giocatore di football americano e giocatore di baseball statunitense (n. 1904)
- 1952 - Paolo Grilli, pittore e scultore italiano (n. 1857)
- 1952 - Kathryn O'Loughlin McCarthy, politica statunitense (n. 1894)
- 1952 - Gile Steele, costumista statunitense (n. 1908)
- 1952 - Thomas Wayland Vaughan, geologo e oceanografo statunitense (n. 1870)
- 1954 - Ernesto Dominici, cantante lirico italiano (n. 1893)
- 1954 - Michail Michajlovič Prišvin, scrittore russo (n. 1873)
- 1954 - Edoardo Rubino, scultore e disegnatore italiano (n. 1871)
- 1955 - Mario Colombi Guidotti, scrittore e critico letterario italiano (n. 1922)
- 1955 - Asbjørn Halvorsen, allenatore di calcio e calciatore norvegese (n. 1898)
- 1956 - Luigi Stefanini, filosofo e pedagogista italiano (n. 1891)
- 1957 - Alessandro di Teck, militare britannico (n. 1874)
- 1957 - Antonius van Nieuwenhuizen, schermidore olandese (n. 1879)
- 1957 - Arturo Toscanini, direttore d'orchestra italiano (n. 1867)
- 1958 - Valentin Gallmetzer, scultore italiano (n. 1870)
- 1958 - Sofía Casanova, poetessa e giornalista spagnola (n. 1861)
- 1958 - Victor Tcherikover, storico russo (n. 1894)
- 1959 - Henri Jacob Victor Sody, zoologo olandese (n. 1892)
- 1959 - Issei Yamamoto, astronomo giapponese (n. 1889)
- 1960 - Guido Barbarisi, attore e regista italiano (n. 1889)
- 1960 - Gian Orlando Vassallo, attore, regista e sceneggiatore italiano (n. 1883)
- 1961 - Max Schöne, nuotatore tedesco (n. 1880)
- 1962 - Albert William Herre, ittiologo e zoologo statunitense (n. 1868)
- 1962 - Frank Hurley, fotografo, regista e esploratore australiano (n. 1885)
- 1962 - Ivan Meštrović, scultore croato (n. 1883)
- 1962 - Tullio Moretti, calciatore italiano (n. 1906)
- 1962 - Hannen Swaffer, giornalista e critico teatrale britannico (n. 1879)
- 1962 - James Wordie, geologo e esploratore scozzese (n. 1889)
- 1963 - Bai Chon-go, calciatore sudcoreano (n. 1913)
- 1963 - Jack Mew, calciatore inglese (n. 1889)
- 1963 - Ike Quebec, sassofonista statunitense (n. 1918)
- 1963 - Jacques Spitz, autore di fantascienza francese (n. 1896)
- 1964 - Cyril Porter, mezzofondista britannico (n. 1890)
- 1964 - Cy Young, animatore cinese (n. 1897)
- 1965 - Beniamino Socche, vescovo cattolico italiano (n. 1890)
- 1965 - Herbert Taylor, nuotatore e pallanuotista statunitense (n. 1892)
- 1965 - Giuseppe Viviani, pittore e incisore italiano (n. 1898)
- 1965 - Elsie Jane Wilson, attrice, regista e sceneggiatrice neozelandese (n. 1890)
- 1966 - Giulio Allori, pittore italiano (n. 1894)
- 1966 - Bobby Burns, attore e regista cinematografico statunitense (n. 1878)
- 1966 - Aldo Camerino, critico letterario, traduttore e scrittore italiano (n. 1901)
- 1966 - Courtney Hodges, generale statunitense (n. 1887)
- 1967 - Hugh Beaver, ingegnere sudafricano (n. 1890)
- 1967 - Ettore Berra, calciatore, arbitro di calcio e giornalista italiano (n. 1889)
- 1967 - Marie Majerová, scrittrice, giornalista e traduttrice ceca (n. 1882)
- 1968 - John Davidson, attore statunitense (n. 1886)
- 1968 - Panagiōtīs Poulitsas, politico e archeologo greco (n. 1881)
- 1969 - Francesco Cocco Ortu, politico e avvocato italiano (n. 1912)
- 1969 - Vernon Duke, compositore russo (n. 1903)
- 1970 - Andrea Clemente, bobbista italiano (n. 1942)
- 1971 - Antonio Bellotti, poliziotto italiano (n. 1952)
- 1971 - Kermit Maynard, attore statunitense (n. 1897)
- 1971 - Gaetano Pirrone, politico italiano (n. 1892)
- 1971 - Philippe Thys, ciclista su strada, ciclocrossista e pistard belga (n. 1890)
- 1972 - Ross Bagdasarian, pianista, attore e musicista statunitense (n. 1919)
- 1972 - Giuseppe Dardanelli, politico e avvocato italiano (n. 1890)
- 1972 - Lewis W. Physioc, effettista e direttore della fotografia statunitense (n. 1879)
- 1972 - Nicolas Rashevsky, matematico russo (n. 1899)
- 1972 - Enrico Tamanini, politico italiano (n. 1883)
- 1972 - Irène Tunc, modella e attrice francese (n. 1934)
- 1974 - Elow Kihlgren, diplomatico e imprenditore svedese (n. 1887)
- 1974 - Luigi Rocco, politico italiano (n. 1882)
- 1975 - Israel Abramofsky, pittore russo (n. 1888)
- 1975 - Bandō Mitsugorō VIII, attore giapponese (n. 1906)
- 1975 - Antonio Berardi, politico italiano (n. 1894)
- 1975 - Renée Passeur, attrice e cantante francese (n. 1905)
- 1975 - Nazzareno Scattaglia, generale italiano (n. 1887)
- 1976 - Walter Becchia, ingegnere meccanico italiano (n. 1896)
- 1976 - Luigi Di Paolantonio, politico italiano (n. 1921)
- 1976 - Andrej Fajt, attore sovietico (n. 1903)
- 1978 - Aldo Damo, partigiano e politico italiano (n. 1906)
- 1978 - Jean Gounot, ginnasta francese (n. 1894)
- 1978 - Fuad Safar, archeologo iracheno (n. 1911)
- 1979 - Ted Cassidy, attore e doppiatore statunitense (n. 1932)
- 1979 - André Couder, astronomo e ottico francese (n. 1897)
- 1979 - Christopher Draper, aviatore, militare e attore britannico (n. 1892)
- 1979 - August Heissmeyer, generale tedesco (n. 1897)
- 1979 - Aristide Pozzali, pugile italiano (n. 1931)
- 1979 - Gioacchino Scaduto, politico e giurista italiano (n. 1898)
- 1979 - Federico Zapelloni, militare italiano (n. 1891)
- 1980 - Giuseppe Abbadessa, politico italiano (n. 1915)
- 1980 - Erich Nitzschmann, direttore della fotografia tedesco (n. 1901)
- 1981 - Angelo Bellotto, calciatore italiano (n. 1922)
- 1981 - Dino Castellano, dirigente sportivo, allenatore di calcio e calciatore italiano (n. 1905)
- 1981 - Jack Frendo Azzopardi, pallanuotista maltese (n. 1915)
- 1981 - Bernard Lee, attore britannico (n. 1908)
- 1981 - Italo Zamberletti, calciatore e allenatore di calcio italiano (n. 1904)
- 1982 - Ramón J. Sender, scrittore spagnolo (n. 1901)
- 1983 - Vladimir Bakarić, politico jugoslavo (n. 1912)
- 1983 - Guido Carobbi, mineralogista italiano (n. 1900)
- 1983 - Khalil Esfandiary Bakhtiari, diplomatico iraniano (n. 1901)
- 1983 - Francesco Krivec, fotografo italiano (n. 1907)
- 1984 - Kenneth Arnold, aviatore statunitense (n. 1915)
- 1984 - Bobby Rolofson, attore statunitense (n. 1968)
- 1985 - Alessandro Blonksteiner, direttore d'orchestra e compositore italiano (n. 1930)
- 1985 - Robert Fitzgerald, latinista, grecista e traduttore statunitense (n. 1910)
- 1985 - Ruth Orkin, fotoreporter, fotografa e regista statunitense (n. 1921)
- 1985 - Mario Palermo, politico e militare italiano (n. 1898)
- 1986 - Gioacchino Colizzi, disegnatore italiano (n. 1894)
- 1986 - Giancarlo Dughetti, pittore italiano (n. 1931)
- 1987 - Tommaso Giglio, giornalista, poeta e traduttore italiano (n. 1923)
- 1987 - Rolando Hammer, cestista cileno (n. 1921)
- 1987 - Joyce Jameson, attrice statunitense (n. 1927)
- 1987 - María Dhialma Tiberti, scrittrice argentina (n. 1928)
- 1987 - Earl Wilson, giornalista e scrittore statunitense (n. 1907)
- 1988 - Andrija Artuković, politico e avvocato croato (n. 1899)
- 1989 - Mario Marino Guadalupi, politico italiano (n. 1918)
- 1989 - Felice Salivetto, politico italiano (n. 1916)
- 1989 - Morbello Vergari, poeta e scrittore italiano (n. 1920)
- 1990 - Bill Heaton, calciatore inglese (n. 1918)
- 1990 - Robert Lamartine, calciatore francese (n. 1935)
- 1990 - Jean Saint-Fort Paillard, cavaliere francese (n. 1913)
- 1991 - Dino Del Bo, antifascista, partigiano e politico italiano (n. 1916)
- 1991 - Sof'ja Garrel', attrice sovietica (n. 1904)
- 1992 - Ajahn Chah, monaco buddhista thailandese (n. 1918)
- 1992 - Carl-Gustaf Lindstedt, attore, comico e personaggio televisivo svedese (n. 1921)
- 1993 - Phil Chambers, attore statunitense (n. 1916)
- 1993 - Freddie Cochrane, pugile statunitense (n. 1915)
- 1993 - Glenn Corbett, attore statunitense (n. 1933)
- 1993 - Andrea Gadaldi, dirigente sportivo, allenatore di calcio e calciatore italiano (n. 1907)
- 1993 - Rafik Khachatryan, scultore armeno (n. 1937)
- 1993 - Benvenuto Matteucci, arcivescovo cattolico italiano (n. 1910)
- 1993 - Mary Nzimiro, imprenditrice e politica nigeriana (n. 1898)
- 1993 - Jón Páll Sigmarsson, sollevatore, culturista e strongman islandese (n. 1960)
- 1993 - Svetozar Vujović, calciatore jugoslavo (n. 1940)
- 1994 - Jack Metcalfe, triplista, altista e lunghista australiano (n. 1912)
- 1995 - Alfredo Censi, attore, doppiatore e direttore del doppiaggio italiano (n. 1922)
- 1995 - Paul Delouvrier, politico francese (n. 1914)
- 1995 - Cesare Fera, architetto e ingegnere italiano (n. 1922)
- 1995 - Karl Lukas, attore statunitense (n. 1919)
- 1996 - Isa Bartalini, direttrice del casting e sceneggiatrice italiana (n. 1922)
- 1996 - Anacleto Cazzaniga, arcivescovo cattolico italiano (n. 1901)
- 1996 - Ferruccio Diena, calciatore italiano (n. 1912)
- 1996 - Piero Giorgetti, cantautore e contrabbassista italiano (n. 1932)
- 1996 - Harry Potts, calciatore e allenatore di calcio inglese (n. 1920)
- 1996 - Carmelo Silva, disegnatore e umorista italiano (n. 1909)
- 1996 - Kurt Svanström, calciatore svedese (n. 1915)
- 1996 - Dai Ward, calciatore gallese (n. 1934)
- 1997 - Romano Amerio, filosofo, filologo classico e teologo italiano (n. 1905)
- 1997 - Gino Cesaroni, politico italiano (n. 1919)
- 1997 - Carlo Fermariello, politico e sindacalista italiano (n. 1925)
- 1997 - Ödön Gróf, nuotatore ungherese (n. 1915)
- 1997 - Nils Katajainen, militare e aviatore finlandese (n. 1919)
- 1997 - Zvonimir Koceić, calciatore croato (n. 1917)
- 1997 - Erik Källström, calciatore svedese (n. 1908)
- 1997 - Juan Landázuri Ricketts, cardinale e arcivescovo cattolico peruviano (n. 1913)
- 1997 - Rajagopala Tondaiman, indiano (n. 1922)
- 1997 - Corrado Tagliamonte, ammiraglio italiano (n. 1900)
- 1998 - Franco Franchi, cantante e paroliere italiano (n. 1929)
- 1998 - Alphonse Gangitano, mafioso australiano (n. 1957)
- 1998 - Yoshiyuki Kuwano, bibliotecario giapponese (n. 1931)
- 1998 - Lorenzo Mongiardino, architetto italiano (n. 1916)
- 1999 - Oscar Cullmann, teologo francese (n. 1902)
- 1999 - Đoàn Khuê, generale e politico vietnamita (n. 1923)
- 1999 - Syd Owen, calciatore e allenatore di calcio britannico (n. 1922)
- 1999 - Hetty Voûte, partigiana olandese (n. 1918)
- 2000 - Gene Harris, pianista statunitense (n. 1933)
- 2000 - Giovanni Pes, vescovo cattolico italiano (n. 1916)
- 2000 - Robert Rathbun Wilson, fisico e scultore statunitense (n. 1914)

## XXI secolo(145)
- 2001 - Ferruccio Bolognesi, pittore, scultore e partigiano italiano (n. 1924)
- 2001 - Laurent-Désiré Kabila, politico e rivoluzionario della Repubblica Democratica del Congo (n. 1939)
- 2001 - Virginia O'Brien, attrice e cantante statunitense (n. 1919)
- 2001 - John Rosselli, scrittore e musicologo italiano (n. 1927)
- 2001 - Ibrahim Shams, sollevatore egiziano (n. 1917)
- 2001 - Jules Vuillemin, filosofo francese (n. 1920)
- 2002 - Robert Hanbury Brown, astronomo e fisico britannico (n. 1916)
- 2002 - Bobo Olson, pugile statunitense (n. 1928)
- 2002 - Ron Taylor, attore, cantante e scrittore statunitense (n. 1952)
- 2003 - Jeanette Campbell, nuotatrice argentina (n. 1916)
- 2003 - Fiamma Maglione, compositrice e attrice italiana (n. 1940)
- 2004 - Mario Autelli, calciatore italiano (n. 1905)
- 2004 - Walter Crociani, allenatore di calcio e dirigente sportivo italiano (n. 1910)
- 2004 - Kalevi Sorsa, politico finlandese (n. 1930)
- 2005 - Lucia Danieli, mezzosoprano italiano (n. 1927)
- 2005 - Agustín González, attore spagnolo (n. 1930)
- 2005 - Gudrun Wegner, nuotatrice tedesca (n. 1955)
- 2006 - Paolo Bagni, filosofo italiano (n. 1943)
- 2007 - Bo Yibo, economista e politico cinese (n. 1908)
- 2007 - Ron Carey, attore statunitense (n. 1935)
- 2007 - Mario Lucerna, artista e ceramista italiano (n. 1926)
- 2007 - Benny Parsons, pilota automobilistico statunitense (n. 1941)
- 2007 - Peter Ronson, ostacolista e attore islandese (n. 1934)
- 2007 - Jainal Antel Sali Jr., rivoluzionario filippino (n. 1964)
- 2007 - Gisela Uhlen, attrice tedesca (n. 1919)
- 2008 - Marcel Fiorini, pittore e incisore francese (n. 1922)
- 2008 - Nikola Kljusev, politico macedone (n. 1927)
- 2008 - Giuliana Penzi, danzatrice e coreografa italiana (n. 1918)
- 2008 - Elias Zoghbi, arcivescovo cattolico e scrittore egiziano (n. 1912)
- 2009 - Aad Bak, calciatore olandese (n. 1926)
- 2009 - Becky Behar, saggista e superstite dell'Olocausto turca (n. 1929)
- 2009 - Ugo Dell'Ara, ballerino e coreografo italiano (n. 1921)
- 2009 - John Mortimer, avvocato, drammaturgo e sceneggiatore inglese (n. 1923)
- 2009 - Sherwin Raiken, cestista statunitense (n. 1928)
- 2009 - Joop Wille, calciatore olandese (n. 1920)
- 2009 - Andrew Wyeth, pittore e artista statunitense (n. 1917)
- 2010 - Bruno De Filippi, musicista e compositore italiano (n. 1930)
- 2010 - Nils Jensen, calciatore danese (n. 1935)
- 2010 - Fortunato Muñoz, cestista ecuadoriano (n. 1923)
- 2011 - Stefka Jordanova, mezzofondista bulgara (n. 1947)
- 2011 - Hovhannes Bedros XVIII Kasparian, patriarca cattolico armeno (n. 1927)
- 2011 - Fabio Maravalle, politico italiano (n. 1935)
- 2011 - Alcides Silveira, calciatore uruguaiano (n. 1938)
- 2012 - Simone Teich Alasia, medico e partigiano italiano (n. 1915)
- 2012 - Jimmy Castor, musicista statunitense (n. 1940)
- 2012 - Pierre Goubert, storico francese (n. 1915)
- 2012 - Gustav Leonhardt, clavicembalista, organista e direttore d'orchestra olandese (n. 1928)
- 2012 - Juan Carlos Pérez López, calciatore spagnolo (n. 1945)
- 2013 - Bruno Bernini, partigiano e politico italiano (n. 1919)
- 2013 - Burhan Doğançay, artista turco (n. 1929)
- 2013 - Noé Hernández, marciatore messicano (n. 1978)
- 2013 - Evdokija Mekšilo, fondista sovietica (n. 1931)
- 2013 - Paolo Morales, fumettista, sceneggiatore e disegnatore italiano (n. 1956)
- 2013 - Gussie Moran, tennista statunitense (n. 1923)
- 2013 - Giorgio Perrotta, ingegnere italiano (n. 1940)
- 2013 - Pauline Phillips, giornalista, opinionista e scrittrice statunitense (n. 1918)
- 2013 - Perrette Pradier, attrice francese (n. 1938)
- 2013 - Anna Ter-Avetikian, architetta armena (n. 1908)
- 2013 - Aslan Usojan, mafioso russo (n. 1937)
- 2013 - Guido Veroi, medaglista e scultore italiano (n. 1926)
- 2013 - Ernst Wechselberger, calciatore e allenatore di calcio svizzero (n. 1931)
- 2014 - Patrick Chabal, storico e africanista britannico (n. 1951)
- 2014 - Russell Johnson, attore statunitense (n. 1924)
- 2014 - Roger Lloyd Pack, attore britannico (n. 1944)
- 2014 - Hiroo Onoda, militare giapponese (n. 1922)
- 2014 - Carla Ravaioli, giornalista, saggista e politica italiana (n. 1923)
- 2015 - Luciano Chiti, ciclista su strada italiano (n. 1929)
- 2015 - Pedro María Iguaran Arandia, calciatore spagnolo (n. 1940)
- 2015 - Ray Lumpp, cestista statunitense (n. 1923)
- 2015 - Louis Martin, sollevatore britannico (n. 1936)
- 2016 - Joannis Avramidis, scultore sovietico (n. 1922)
- 2016 - Don Caley, hockeista su ghiaccio canadese (n. 1945)
- 2016 - Hubert Giraud, paroliere e compositore francese (n. 1920)
- 2016 - Andrzej Kotkowski, regista e sceneggiatore polacco (n. 1940)
- 2016 - Jean-Noël Rey, politico svizzero (n. 1949)
- 2016 - Alberto Sainz, calciatore argentino (n. 1937)
- 2017 - Erich Abram, alpinista italiano (n. 1922)
- 2017 - Eugene Cernan, astronauta statunitense (n. 1934)
- 2017 - William Onyeabor, musicista e cantante nigeriano (n. 1946)
- 2017 - Wolfango Peretti Poggi, pittore italiano (n. 1926)
- 2018 - Bradford Dillman, attore statunitense (n. 1930)
- 2018 - Rubén Oswaldo Díaz, calciatore e allenatore di calcio argentino (n. 1946)
- 2018 - Dave Holland, batterista britannico (n. 1948)
- 2018 - Madalena Iglésias, cantante e attrice portoghese (n. 1939)
- 2018 - Oliver Ivanović, politico serbo (n. 1953)
- 2018 - Willi Melliger, cavaliere svizzero (n. 1953)
- 2018 - George Oelkers, cestista canadese (n. 1928)
- 2018 - Bernardino Ragni, zoologo e biologo italiano (n. 1946)
- 2018 - Giampaolo Talani, pittore e scultore italiano (n. 1955)
- 2018 - Jo Jo White, cestista e allenatore di pallacanestro statunitense (n. 1946)
- 2019 - François Brune, scrittore e religioso francese (n. 1931)
- 2019 - Spartaco Dini, pilota automobilistico italiano (n. 1943)
- 2019 - Mirjam Pressler, scrittrice e traduttrice tedesca (n. 1940)
- 2019 - Chris Wilson, musicista e cantante australiano (n. 1956)
- 2019 - Maria Maddalena Yon, regista italiana (n. 1930)
- 2020 - Magda, attrice e produttrice cinematografica egiziana (n. 1931)
- 2020 - Bernard Grosfilley, sciatore alpino francese (n. 1949)
- 2020 - Pietro Migliaccio, medico, nutrizionista e divulgatore scientifico italiano (n. 1934)
- 2020 - Ulderico Munzi, giornalista e scrittore italiano (n. 1932)
- 2020 - Efraín Sánchez, allenatore di calcio e calciatore colombiano (n. 1926)
- 2020 - Hiroshi Suzuki, trombonista giapponese (n. 1933)
- 2020 - Christopher Tolkien, scrittore britannico (n. 1924)
- 2021 - Jon Arnett, giocatore di football americano statunitense (n. 1935)
- 2021 - Pave Maijanen, cantante e musicista finlandese (n. 1950)
- 2021 - Claudia Montero, compositrice e pianista argentina (n. 1962)
- 2021 - Cesare Mulé, giornalista, storico e politico italiano (n. 1931)
- 2021 - Mario Prato di Pamparato, generale italiano (n. 1932)
- 2021 - Phil Spector, produttore discografico, compositore e cantante statunitense (n. 1939)
- 2021 - Arturo Tizón, pilota motociclistico spagnolo (n. 1984)
- 2022 - Carmela Corren, cantante e attrice israeliana (n. 1938)
- 2022 - Alberto Fommei, calciatore italiano (n. 1927)
- 2022 - Françoise Forton, attrice brasiliana (n. 1957)
- 2022 - Hana Horká, cantante ceca (n. 1964)
- 2022 - Ibrahim Boubacar Keïta, politico maliano (n. 1945)
- 2022 - Ida Zoccarato, supercentenaria italiana (n. 1909)
- 2023 - Bjarne Hansen, calciatore norvegese (n. 1929)
- 2023 - Gina Lollobrigida, attrice e artista italiana (n. 1927)
- 2023 - Giorgio Mariuzzo, sceneggiatore e regista italiano (n. 1939)
- 2023 - Arthur Ravenel Jr., politico statunitense (n. 1927)
- 2023 - Lupe Serrano, ballerina e insegnante cilena (n. 1930)
- 2023 - Nicola Zamboni, scultore italiano (n. 1943)
- 2023 - Vladas Česiūnas, canoista sovietico (n. 1940)
- 2024 - Andrea Belvedere, giurista italiano (n. 1944)
- 2024 - Octavio Dazzan, pistard argentino (n. 1958)
- 2024 - Hans Feurer, fotografo svizzero (n. 1939)
- 2024 - David Gail, attore statunitense (n. 1965)
- 2024 - Jean-Pierre Gottschall, slittinista svizzero (n. 1941)
- 2024 - Bernard Hartze, allenatore di calcio e calciatore sudafricano (n. 1950)
- 2024 - Milan Nenadić, lottatore jugoslavo (n. 1943)
- 2024 - Sergio Sebastiani, cardinale e arcivescovo cattolico italiano (n. 1931)
- 2024 - Lise Thiry, biologa e virologa belga (n. 1921)
- 2024 - Klaus Wunder, calciatore tedesco (n. 1950)
- 2024 - Giorgio Zito, cantautore, chitarrista e produttore discografico italiano (n. 1949)
- 2025 - Harry Bild, calciatore svedese (n. 1936)
- 2025 - Sabah Bizi, calciatore albanese (n. 1946)
- 2025 - Jacques Guittet, schermidore francese (n. 1930)
- 2025 - David Lynch, regista, sceneggiatore e attore statunitense (n. 1946)
- 2025 - Federico Manca, scacchista italiano (n. 1969)
- 2025 - Carlo Alberto Neri, pianista, direttore d'orchestra e compositore italiano (n. 1950)
- 2025 - Joan Plowright, attrice britannica (n. 1929)
- 2025 - Francisco San Martin, attore spagnolo (n. 1985)
- 2025 - Margarita Štărkelova, cestista bulgara (n. 1951)
- 2025 - Bob Uecker, giocatore di baseball e attore statunitense (n. 1934)
- 2025 - Masaharu Ueda, direttore della fotografia giapponese (n. 1938)
- 2025 - Dmitrij Volkov, nuotatore sovietico (n. 1966)

## Senza anno specificato(2)
- 1458 a.C. - Hatshepsut, regina egizia
- Tebaldo I di Blois, conte